# ティム・ミケルセン
ティム・ミケルセン（Tim Mikkelson、1986年8月13日 - ）は、ニュージーランドのラグビー選手。

## プロフィール
- ニュージーランド・マタマタ出身[1]。
- ポジションはウィング(WTB)、フルバック(FB)。
- 身長 194cm、体重 101kg

## 略歴
ワイカトを経て、2008年、チーフスに加入。
2016年、リオ五輪の7人制ニュージーランド代表に選ばれた。
2021年、東京五輪の7人制ニュージーランド代表に選ばれて共同主将を務めて銀メダル獲得。

## 受賞歴
- IRBセブンズ最優秀選手賞:2013年[4]